# Boja novca (1986.)
Boja novca (eng. The Color of Money) je sportska drama Martina Scorsesea s Paulom Newmanom i Tomom Cruiseom temeljena na istoimenoj knjizi američkog pisca Waltera Tevisa. To je nastavak priče o Edwardu "Brzom Eddieju" Felsonu iz knjige/filma Hazarder (1959./1961.).
Mnogi veliki biljaristi osamdesetih su nastupili u cameo ulogama, uključujući Stevea Mizeraka, Jimmyja Matayu, Gradyja Matthewsa i Keitha McCreadyja. U filmu su se pojavili i Iggy Pop i mladi Forest Whitaker kao igrači biljara. Naslov je referenca na tradicionalnu zelenu navlaku biljarskog stola.

## Radnja
Eddie Felson je prodavač pića i bivši igrač biljara kojem nedostaje akcija pa odlazi na put kao mecena vještom, ali nefokusiranom štićeniku, Vincentu, koji putuje sa svojom djevojkom Carmen. Eddie ih uči kako se kladiti na visoke iznose, ali postaje frustriran s njima i sa sobom, sve dok se ne posvađaju i razdvoje. Eddie nastavlja igrati za sebe, prvo se kockajući "na putu", a kasnije na profesionalnom turniru na kojem se suprotstavlja ovaj put uspješnom (i podmuklom) Vincentu.

## Početak filma
Redatelj Martin Scorsese počinje film s vlastitim opisom tzv. devetke preko scene dima cigarete i krede za štap:
"Devetka je rotacijski biljar, kugle se ubacuju po broju. Jedina kugla koja išta vrijedi, koja pobjeđuje, je 9. Igrač može pogoditi osam kugli za redom i izgubiti. S druge strane, igrač može ubaciti devetku u jednom pokušaju, ako se ostale kugle rasprše kako treba, i pobijediti. Znači, u devetki je važan moment sreće. Ali za neke igrače, sreća je sama po sebi umjetnost."

## Nagrade i kritike
Newman je osvojio Oscar za najboljeg glavnog glumca, Mary Elizabeth Mastrantonio je bila nominirana za najbolju sporednu glumicu, dok je film još bio nominiran za najbolju scenografiju i najbolji adaptirani scenarij.
Film je pozitivno utjecao na populariziranje biljara. Međutim, kritike su bile podijeljene: neki vjeruju da je film djelomični remake Hazardera, te da se ubraja u Scorseseove lošije. Scorsese je kasnije priznao da je pristao snimiti film kako bi mogao financirati produkciju Posljednjeg Kristova iskušenja.

## Zanimljivosti
- Redatelj Scorsese u filmu se pojavio dvaput: šećući psa i igrajući biljar.
- Newman je rekao kako je najbolji savjet koji je dobio od Scorsesea bio "pokušaj ne ispasti smiješan".
- Cruise je sam izveo većinu svojih udaraca. Iznimka je bio odskočni udarac preko dvije kugle kako bi se pogodila treća. Scorsese je vjerovao da Cruise može svladati potez, ali da bi to predugo trajalo, pa je udarac izveo Mike Sigel.

## Vanjske poveznice
- Boja novca u internetskoj bazi filmova IMDb-a